# Hestina persimilis
Hestina persimilis es una especie de insecto lepidópteros de la familia Nymphalidae. Es originario de Asia.
Las larvas se alimentan de Celtis australis.

## Distribución
Se encuentra en China, Simla - Assam, Orissa

## Subespecies
- Hestina persimilis persimilis Nepal, Sikkim, Bután  = Diagora persimilis persimilis
- Hestina persimilis zella Butler de Cachemira = Diagora persimilis zella
- Hestina persimilis chinensis Leech, 1890

## Galería

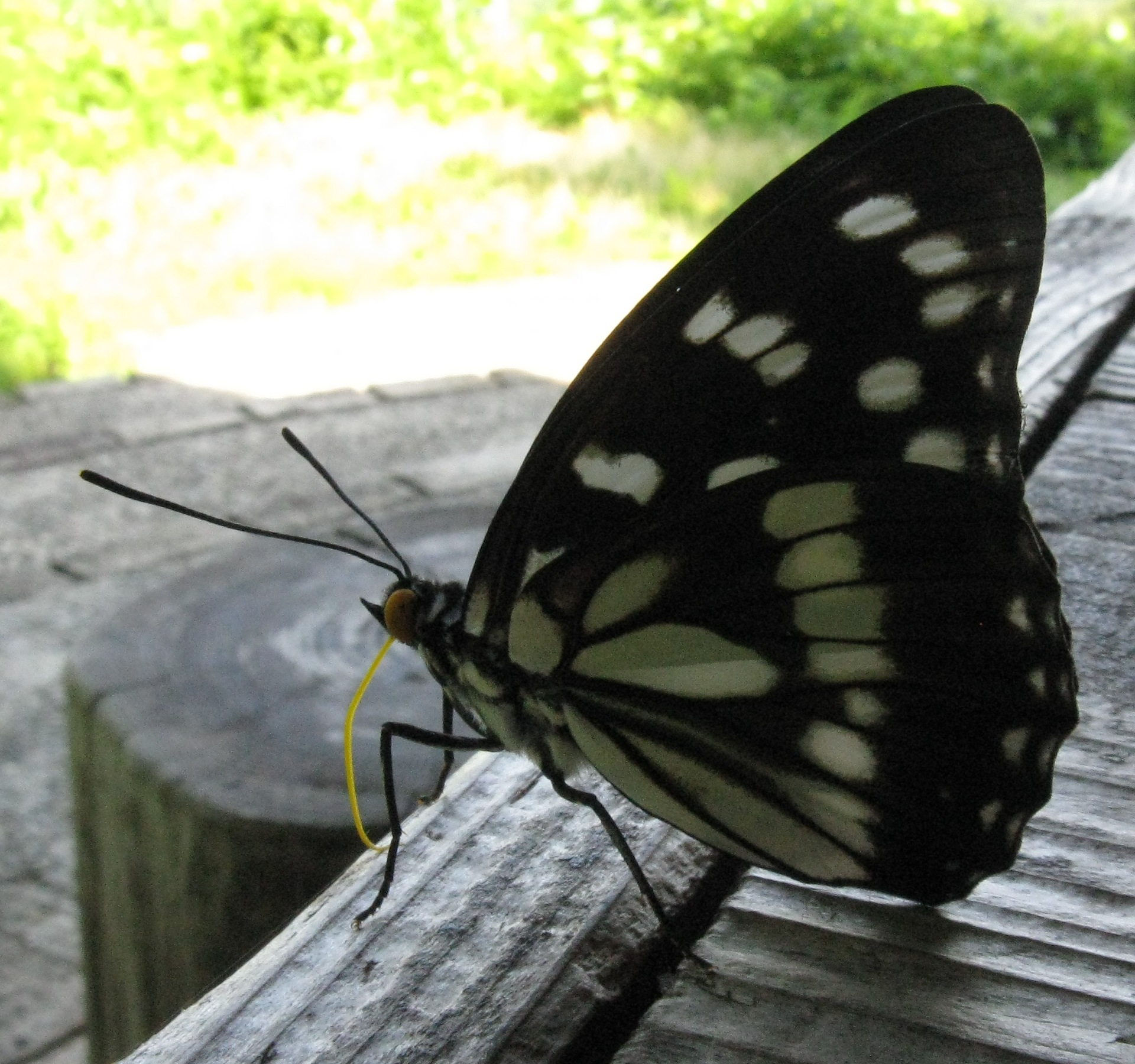
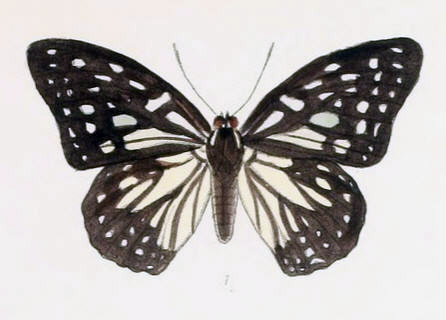
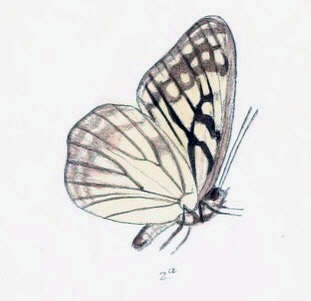